# Investiční společnost
Investiční společnost je zakladatel a správce (obhospodařovatel) fondů. V České republice podléhá zvláštní regulaci dané zákonem č. 240/2013 Sb., o investičních společnostech a investičních fondech. Její činnost je kontrolována také depozitářem a auditorem.

## Historie

### První polovina 19. století
Historie kolektivního investování sahá do Anglie 19. století, kde vznikla první investiční společnost. Byla to společnost Foreign and Colonial Government Trust. Společně s dalšími nově vzniklými britskými a skotskými investičními společnostmi financují ekonomický rozvoj Spojených států. Investuje se na území Spojených států amerických především do hypoték, železnic a průmyslu. Následně v USA roku 1983 vzniká první uzavřený fond, který financuje působení profesorů na Harvardově univerzitě.

### Dvacátá léta 20. století
První otevřený fond byl založen v Bostonu roku 1924 s názvem Massachusetts Investor Trust. Otevřený fond neměl limit v počtu podílníků, vydával novým zájemcům nové akcie a na požádání odkupuje své podílové listy zpět. Během jednoho roku vzroste majetek na 392 000 dolarů s 200 podílníky. Celé fondové odvětví skládající se z otevřených a uzavřených podílových fondů spravuje 10 milionů dolarů. Díky rostoucímu akciovému trhu a používání techniky spekulace na newyorské burze proběhne v říjnu 1929 krach.

### Třicátá léta 20. století
V roce 1933 a 1934 byl schválen americký Zákon o cenných papírech a Zákon o burze cenných papírů díky předchozí zkušenosti krachu na newyorské burze. Vyžaduje se registrace fondu u americké Komise pro cenné papíry a každý fond musí mít prospekt. V roce 1940 se legislativa doplňuje o zákon o investičních společnostech. Zákon především dává povinnost oceňovat a odkupovat podílové listy za podíl na čistých aktivech. Výplata peněz probíhala do sedmi dnů.

### Čtyřicátá léta 20. století
V roce 1940 byl představen zahraniční akciový fond. V roce 1946 bylo zavedeno automatické reinvestování dividend umožňující zvýšení výnosu investice a v roce 1949 byl zřízen hedgeový fond.

### Padesátá a šedesátá léta 20. století
Objem spravovaných aktiv rostlo meziročně i o 600 % v 50. a 60. letech. Vznikají první fondy zaměřené na technologie z jaderné energetiky, chemického a elektronického průmyslu. V roce 1969 jsou představeny fondy do státních dluhopisů.

### Sedmdesátá léta 20. století
Roku 1972 vznikly první peněžní fondy, dále se objevují první vysoce výnosové dluhopisové fondy a v roce 1976 byly představeny indexové a municipální dluhopisové fondy.

### Osmdesátá léta 20. století
V osmdesátých létech probíhá rozkvět podílových fondů způsobených schválením programu individuálního penzijního spoření (IRA). Program dovoluje každému vkládat určitou částku na penzijní účet prostřednictvím podílových fondů. Podílové fondy začínají spolupracovat s finančními zprostředkovateli, kteří jsou odměňování z nově vzniklých vstupních poplatků jednotlivých fondů. Společnost Morningstar zavádí hodnocení podílových fondů tzv. rating.

### Devadesátá léta 20. století
V devadesátých letech vznikají první finanční supermarkety, které umožňují investovat do širokého spektra podílových fondů. Vznikají nové fondy na progresivní technologie. Ve spojených státech je na přelomu roku 2000 investováno 60 % všech finančních aktiv v podílových fondech. Na světě existuje cca 53 000 otevřených podílových fondů s celkovými aktivy ve výši 11 biliónů amerických dolarů.